# Crepidium epidendrum
Crepidium epidendrum är en orkidéart som beskrevs av Mark Alwin Clements och David Lloyd Jones. Crepidium epidendrum ingår i släktet Crepidium, och familjen orkidéer. Inga underarter finns listade i Catalogue of Life.